# Proton Ertiga
Der Proton Ertiga ist ein zwischen 2016 und 2019 gebauter Kompaktvan des malaiischen Automobilherstellers Proton. Das Fahrzeug ist wie das auf dem Suzuki Swift aufbauende Schwestermodell Suzuki Ertiga mit sieben Sitzplätzen ausgestattet, wird jedoch als Sechssitzer vermarktet, da in Malaysia der Beckengurt auf dem mittleren Sitzplatz in der zweiten Sitzreihe nicht den Sicherheitsvorschriften genügt. Der Ertiga ist das vierte Proton-Modell, das innerhalb von sechs Monaten auf den Markt kam. Den Antrieb übernimmt ein 68 kW (92 PS) starker 1,4-Liter-Ottomotor.

## Technische Daten
|                                             | 1.4                          |
| Bauzeitraum                                 | 11/2016–08/2019              |
| Motorkenndaten                              |                              |
| Motortyp                                    | R4-Ottomotor                 |
| Hubraum                                     | 1373 cm³                     |
| Verdichtungsverhältnis                      | 11,0 : 1                     |
| max. Leistung bei min−1                     | 68 kW (92 PS) / 6000         |
| max. Drehmoment bei min−1                   | 130 Nm / 4000                |
| Kraftübertragung                            |                              |
| Antrieb                                     | Vorderradantrieb             |
| Getriebe, serienmäßig                       | 5-Gang-Schaltgetriebe        |
| Getriebe, optional                          | (4-Stufen-Automatikgetriebe) |
| Messwerte                                   |                              |
| Höchstgeschwindigkeit                       | 155 km/h                     |
| Beschleunigung, 0–100 km/h                  | 11,8 s (13,9 s)              |
| Kraftstoffverbrauch auf 100 km (kombiniert) | 6,0 l Super                  |

- Werte in ( ) für Modelle mit Automatikgetriebe.